# Cleistanthus perrieri
Cleistanthus perrieri là một loài thực vật có hoa trong họ Diệp hạ châu. Loài này được Leandri mô tả khoa học đầu tiên năm 1957.